# Eulophus sancus
Eulophus sancus är en stekelart som beskrevs av Walker 1839. Eulophus sancus ingår i släktet Eulophus och familjen finglanssteklar. Inga underarter finns listade i Catalogue of Life.